# Chráněná krajinná oblast České středohoří
Chráněná krajinná oblast České středohoří (CHKO České středohoří) je chráněná krajinná oblast v Česku. Vyhlášena byla 12. dubna 1976. Správa CHKO sídlí v Litoměřicích. Rozloha CHKO činí 1 069 km² (je druhou největší v Česku), nadmořská výška se pohybuje v rozmezí 121 až 837 metrů, nejnižším bodem je hladina Labe v Děčíně, nejvyšším bodem je vrchol Milešovky.
CHKO se rozkládá v Českém středohoří mezi Louny a Českou Lípou. Přirozeně ji dělí řeka Labe. Zaujímá části území sedmi okresů (Česká Lípa, Děčín, Litoměřice, Louny, Most, Teplice a Ústí nad Labem).
Mezi hlavní body, které vedly k vyhlášení CHKO patří středoevropská jedinečnost krajinného reliéfu mladotřetihorního vulkanického pohoří, pestrost geologické stavby, druhové bohatství rostlinstva a odpovídající oživení krajiny charakteristickou faunou. Genové lesní základny v CHKO jsou zaměřeny především na buk, avšak je tu dále udržován a reprodukován genetický materiál jilmu, javoru, lípy a jeřábu.

## Založení, sídlo CHKO

Mapa s obrysem CHKO České středohoří

CHKO České středohoří byla založena 12. dubna 1976 výnosem Ministerstva kultury ČSR č.j. 6.883/76. Při svém založení měla ve své působnosti 1071 km² a sídlo v Litoměřicích, Michalské ulici. Měla na starosti 21 SPR – Státních přírodních rezervací, 2 CHN – chráněná naleziště, 10 CHPV – chráněný přírodní výtvor a 2 naučné stezky.

## Maloplošná chráněná území
Správa CHKO České středohoří pečuje o řadu maloplošných zvláště chráněných území. V chráněné krajinné oblasti to jsou:
Národní přírodní rezervaceLovoš, Milešovka, Oblík, Raná, Sedlo
Národní přírodní památkaBílé stráně, Boreč, Březinské tisy, Dubí hora, Jánský vrch, Kamenná slunce, Panská skála a Vrkoč
Přírodní rezervaceBohyňská lada, Březina, Číčov, Holý vrch u Hlinné, Hradišťanská louka, Kalvárie, Kamenná hůra, Kozí vrch, Lipská hora, Milá, Sluneční stráň a Vrabinec
Přírodní památkaBabinské louky, Bobří soutěska, Divoká rokle, Farská louka, Hradiště, Jílovské tisy, Košťálov, Kuzov, Loupežnická jeskyně, Lužické šipáky, Magnetovec – Skalní hřib, Nebočadský luh, Plešivec, Radobýl, Stříbrný roh, Štěpánovská hora, Tobiášův vrch, Třtěnské stráně
Mimo chráněnou krajinnou oblast České středohoří její správa pečuje o národní přírodní rezervace Bořeň, Zlatník, Malý a Velký štít, Jezerka a národní přírodní památky Kleneč a Velký vrch.

## Doprava
Chráněnou krajinnou oblastí vede dálnice D8 a silnice I. třídy č. 8 15, 28, 30 a 62. Spojení po železnici umožňují tratě Praha–Děčín, Čížkovice–Obrnice, Lovosice – Teplice v Čechách, Lovosice – Česká Lípa, Děčín–Rumburk, Benešov nad Ploučnicí – Česká Lípa a muzeální trať Velké Březno – Zubrnice. Sesuv půdy v roce 2013 způsobil uzavření části trati Lovosice – Teplice v Čechách v úseku od Radejčína do Lovosic. Oprava trati je plánovaná na rok 2022.

### Naučné stezky
V péči CHKO je (stav 2013 dle webu) devět naučných stezek:
- Naučná stezka Boreč
- Naučná stezka Lovoš
- Naučná stezka Pod Vysokým Ostrým
- Naučná stezka Bedřicha Smetany
- Naučná stezka Luční potok
- Naučná stezka Řepčice - Panna
- Naučná stezka Březina
- Cesta přátelství
- Tyršova naučná stezka

V Českém středohoří je řada dalších stezek, které vybudovaly jiné organizace.

## Těžba kamene
V CHKO České středohoří se na několika místech těží kámen. Lomy ohrožují, nebo již z velké části zlikvidovaly některé vrchy: Kubačka 542 m, Deblík 460 m, Trabice 429 m. Všechny jmenované v okruhu 1,5 km od obce Libochovany. Některé vrchy zcela zanikly: Vršetín 470 m, Stříbrník 413 m atd.